# Список артефактов Средиземья
В легендариуме Джона Р. Р. Толкина описывается значительное количество артефактов — предметов искусственного происхождения, сотворённых мастерами из числа Валар, детей Илуватара (эльфы и люди), гномов, а также Врагами (Моргот и Саурон).
Ниже приведён список наиболее известных из артефактов Средиземья вместе с краткой аннотацией по некоторым из них.

## Артефакты сверхъестественного происхождения

### Великие Светильники

Весна Арды, освещаемой двумя великими Светильниками. На основе «Атласа Средиземья» Каррен Уинн Фонстад

Великие Светильники (англ. Two Lamps) — гигантские золотые сосуды, созданные после прихода Валар в Арду и располагавшиеся на могучих каменных столпах, которые были выше всех гор, на северной и южной оконечностях изначально плоского мира Арды.
Светильники были созданы тремя творцами из числа Валар — выковал их Аулэ, а королева звёзд Варда и повелитель ветров Манвэ наполнили их светом. Первый светильник — Иллуин (англ. Illuin) — был установлен на крайнем севере, а второй — Ормал (англ. Ormal) — на крайнем юге Арды. В месте, где потоки света сливались (то есть в области «экватора»), Валар сотворили в центре озера великий остров Альмарен, ставший их первой обителью в материальном мире.
Со дня сотворения Светильников ведёт своё начало вторая доисторическая эпоха Средиземья — Эпоха Светильников.
После строительства крепости Утумно Мелькор обрушил горы-столпы Хелькар и Рингиль, на которых стояли Светильники. Это привело к катаклизму, в результате которого остров Альмарен погиб, а Валар были вынуждены переселиться в Аман.
На месте падения Иллуина позднее образовалось море Хелькар с заливом Куивиэнен. В ранних рукописях Толкина также упоминается море Рингиль на юге, возможно, образовавшееся после сокрушения Ормала.

## Драгоценности и украшения

### Аркенстон
Аркенстон  (англ. Arkenstone) — в книге «Хоббит» легендарный камень, откопанный гномами в глубинах Эребора. Самая большая ценность сокровищницы Эребора, называемый также «Сердцем Горы». Являет собой ограненный круглый алмаз (бриллиант) размером с голову ребёнка, излучающий неясное сияние.
Толкин, по-видимому, позаимствовал название камня от староанглийского слова earcanstān (также существуют написания eorcanstān, eorcnanstān и т. д.) или древнескандинавского jarknasteinn, означающего «драгоценный камень».
Также следует отметить сходство между описанием Сильмариллов и Аркенстона, что, в свою очередь, может означать принадлежность последнего к оным.

### Железная корона
Железная корона (англ. Iron Crown) — один из атрибутов главного антагониста книги «Сильмариллион» — Мелькора (Моргота), Владыки Тьмы. Металлическая корона, в которую были вправлены похищенные из Валинора светоносные Сильмариллы.
Один из Сильмариллов был похищен из Железной Короны Береном.
После падения Мелькора Корона была разбита и превращена в железный ошейник, соединённый с цепью Ангаинор, которыми и был скован Мелькор.

### Наугламир
Наугламир (синд. Nauglamír, в переводе с синдарина — «ожерелье гномов») — знаменитое произведение ювелирного искусства гномов Средиземья.
Создано для Финрода Фелагунда гномами Синих Гор в одно время с постройкой Нарготронда. Вынесено из руин Нарготронда Хурином и отдано им королю Тинголу, велевшему вставить в ожерелье принадлежащий ему Сильмарилл.
Гномьи мастера, которым была поручена работа, по её завершении заявили претензии на драгоценность. В вспыхнувшей ссоре Тингол был убит, как и большая часть гномов. Результатом стала война гномов Ногрода против Дориата, в ходе которой был разграблен Менегрот. Наугламир достался королю гномов Ногрода.
Остатки уходящей из Дориата армии гномов были разбиты зелёными эльфами под командованием Берена и энтами у горы Долмед. Король Ногрода был убит, но перед смертью он проклял Наугламир и все остальные сокровища Дориата.
Впоследствии Наугламир носила Лютиэн, затем её сын Диор. Диор был убит в битве с сыновьями Феанора, предъявившими права на Сильмарилл. Эльвинг, дочь Диора, бежала из Менегрота в Гавани Сириона, захватив с собой Наугламир. Эльвинг вышла замуж за Эарендила, который с помощью Сильмарилла смог добраться до Валинора.

### Нимфелос
Нимфелос (синд. Nimphelos, в переводе с синдарина — «белоснежная») — драгоценная жемчужина, описанная в «Сильмариллионе».
Вероятнее всего, добыта эльфами народа Кирдана в море Белегаэр, а затем передана ими в дар королю Дориата. В свою очередь, была отдана Тинголом гномам Белегоста в качестве вознаграждения за постройку Менегрота. Согласно Толкину, жемчужина была размером с голубиное яйцо.

### Смарагдовое ожерелье Гириона
Ожерелье Гириона, владыки Дейла, выковали гномы Эребора. В нём было «пятьсот смарагдов, зелёных, как трава». Это ожерелье Гирион подарил своему старшему сыну вместе с серебряной кольчугой, также выкованной гномами из «чистейшего серебра, втрое превосходившего прочностью сталь».

## Королевские регалии дома Элендила

### Звезда Дунэдайн
Звезда Дунэдайн (англ. Star of the Dúnedain) — серебряная брошь в виде многолучевой звезды, носимая Следопытами Севера, происходящими из Арнора. Упоминается во «Властелине Колец».
Следопыты Дунэдайн, пришедшие к Арагорну в Дунхарроу, носили звёзды на своей одежде в качестве застёжки для плащей на левом плече. Они служили непременным атрибутом их одеяния и были единственным украшением, которое Следопыты носили в своих странствиях. Звезда также использовалась как почётная награда; после событий Войны Кольца Арагорн подарил такую звезду Сэмуайзу Гэмджи, в то время мэру Мичел Делвинга.

### Звезда Элендила
Вместе со Скипетром Аннуминаса Звезда Элендила (англ. Star of Elendil) была главным символом королевского дома Арнора. Камень основы был выполнен из эльфийского кристалла эльфами-Нолдор и вставлен в оправу из мифрила для ношения, по обычаям Нуменора, на челе вместо короны. Так, Звезду Элендила носила Сильмариэн, которая впоследствии передала её по наследству своим потомкам, Владыкам Андуниэ, вплоть до последнего из них — Элендила. Элендил и его сын Исилдур носили Звезду как знак королевского достоинства в Северном Королевстве, однако Звезда была утеряна в Андуине, когда Исилдур был убит орками на Ирисных Полях. Точная её копия была изготовлена эльфами в Ривенделле для сына Исилдура, Валандила; эта вторая Звезда впоследствии носилась тридцатью девятью королями и предводителями Дунэдайн Арнора, вплоть до и включая Арагорна.
Звезду Элендила также называли Элендилмиром (англ. Elendilmir), «драгоценным камнем Элендила», Звездой Севера и Звездой Северного Королевства.
Первоначальная Звезда была найдена агентами Сарумана, искавшими Кольцо Всевластья, и позднее извлечена королём Элессаром из сокровищ Сарумана в Изенгарде после Войны Кольца. Элессар очень почитал оба Элендилмира: первый — за его древнее происхождение, второй — как наследие его тридцати девяти предшественников. Вторую Звезду король носил, проводя время в восстановленном Северном Королевстве.

### Кольцо Барахира
Кольцо, подаренное Барахиру эльфийским владыкой Нарготронда Финродом Фелагундом в награду за спасение его жизни в битве Дагор Браголлах. Служило символом вечной дружбы между Финродом и Домом Беора. Руку Барахира вместе с кольцом отрубили и унесли орки, убившие его, но впоследствии её вернул Берен, сын Барахира, отомстив за убийство отца. Берен положил руку в могилу Барахира вместе с его телом, а кольцо оставил себе и впоследствии носил.

— Ты можешь предать меня смерти, но я не приму от тебя прозвища низкорождённого, или шпиона, или раба. Кольцо Фелагунда, которое он дал Барахиру, моему отцу, свидетельствует, что мой род не заслужил такого прозвища от любого из эльфов, будь даже он король!
Слова его звучали гордо, и все взгляды обратились на кольцо, в нём сверкнули зелёные камни, творение нолдор в Валиноре. Это кольцо формой было подобно двум змеям с изумрудными глазами, и головы их встречались под короной из золотых цветов, которую одна поддерживала, а другая пожирала. То был знак Финарфина и его рода.— Толкин Дж. Р. Р. О Берене и Лютиэн // Сильмариллион / Пер. с англ. З. А. Бобырь.
Позже Берен использовал кольцо как свой знак, когда он искал помощи Финрода в деле добычи Сильмарилла из Ангбанда.
Кольцо перешло по прямой линии от Берена к его сыну Диору, который стал королём Дориата после гибели своего деда Элу Тингола, затем дочери Диора Эльвинг и её сыну Элросу, который принёс его в Нуменор во Вторую Эпоху. Оно стало наследственным сокровищем королей Нуменора, пока король Тар-Элендил не отдал его своей старшей дочери Сильмариэн, которой не было позволено наследовать трон после него. В свою очередь, она отдала кольцо своему сыну Валандилу, первому из владык Андуниэ. Так оно передавалось по наследству владыкам Андуниэ вплоть до последнего из них, Амандила, отца Элендила, и таким образом пережило катастрофу при падении Нуменора.
В Третью Эпоху кольцо снова передавалось по прямой линии от Элендила Высокого к Исилдуру, от Исилдура — королям Арнора, а затем — королям Артэдайна. Последний король Артэдайна, Арведуи, отдал кольцо народу лоссот из Форохела в благодарность за помощь, полученную от них. Позднее оно было выкуплено у снежных людей дунаданами Севера и сохранялось в Ривенделле.
Кольцо Барахира было передано эльфийским владыкой Ривенделла Элрондом Арагорну, сыну Араторна, когда ему было сообщено его настоящее имя и происхождение, — вместе с обломками Нарсила. В 2980 году Третьей Эпохи, в Лотлориэне, Арагорн отдал кольцо Арвен Ундомиэль в знак обручения с ней.
Ничего не сказано о судьбе кольца в Четвёртую Эпоху, но, скорее всего, оно продолжало передаваться по наследству королями Арнора и Гондора, потомками Арагорна и Арвен, или же ушло в могилу на Керин Амрот вместе с Арвен.
Кольцо было одним из старейших артефактов Средиземья (если не самым старым), ибо было изготовлено Финродом в Валиноре ещё до исхода нолдор.
В экранизации Питера Джексона «Властелин Колец», в фильме «Две крепости» это кольцо замечательно просматривается на руке Арагорна, когда он в знак приветствия протягивает руку Гриме Червеусту (которую Грима не принял).

### Корона Гондора
Корона Гондора (англ. Crown of Gondor) — главный знак королевского достоинства Гондора. Также называлась Крылатой Короной, Серебряной или Белой Короной и Короной Элендила.
Во «Властелине Колец» Толкин описывал корону так: 

Формой она была похожа на шлемы Стражей Цитадели, только гораздо выше, была вся белая, а крылья по её сторонам были сделаны из жемчуга и серебра в виде крыльев морской птицы, поскольку то был символ королей, пришедших из-за моря. Семь адамантов были вставлены в обруч, а на верхушке её был единственный камень, сияние которого устремлялось вверх, как огонь.— Толкин Дж. Р. Р., "Властелин Колец", том III "Возвращение короля", книга VI, глава 5 "Король и правитель"
В письме Толкин описывал корону как «очень высокую, как короны в Египте, но с прикрепленными крыльями, смотрящими не прямо назад, а слегка под углом». Он также сделал набросок короны, приведённый в книге.
Первой короной был шлем, который носил Исилдур в ходе Битвы в Дагорладе. Шлем его брата Анариона был разбит камнем, который убил его в ходе осады Барад-Дура.
Позже, в правление короля Атанатара II Алкарина (1149—1226 гг. Т. Э.), из серебра и драгоценных камней была изготовлена новая корона, которую носили все последующие короли Гондора. Традиционно корона передавалась отцом своему наследнику перед его смертью. Если наследник не присутствовал в тот момент, когда король умирал, корона устанавливалась на могилу короля, и его наследник должен был позже один прийти в Усыпальницу и забрать её.
В 2050 году Т. Э. Король-Чародей вызвал последнего короля Гондора, Эарнура, на поединок. Эарнур оставил корону на могиле своего отца, Эарнила II, ушёл в Минас Моргул и пропал там без вести. С этого времени в отсутствие короля Гондором правили Правители-Наместники. Корона же оставалась в Усыпальнице, а как знак своей власти наместники использовали белый жезл.
Перед коронацией Арагорна как короля Элессара наместник Фарамир пошел в усыпальницу и забрал корону из гробницы Эарнила. Она была помещена в ящик, сделанный из чёрного дерева лебетрона, скреплённого серебром, и перенесена к Большим Воротам Минас Тирита четырьмя Стражами Цитадели. Арагорн поднял корону и, цитируя Элендила в момент его прибытия в Средиземье, провозгласил на квенье: 

Эт Эарелло Эндоренна утулиэн. Синомэ маруван ар Хилдиньяр тэнн Амбар-мэтта!
 («Из-за Великого Моря прибыл я в Средиземье. В этом месте я и мои наследники будем жить до скончания века!»)— Толкин Дж. Р. Р. Властелин Колец: том III «Возвращение короля», книга VI, глава 5 «Король и правитель»
 Затем, по просьбе Арагорна, Фродо Бэггинс принял корону и отнёс её Гэндальфу, который возложил её на голову Арагорна.
Будучи королём, Арагорн носил и корону Гондора, и Скипетр Аннуминаса, который являлся главным символом королевского достоинства в Арноре. Таким образом, оба королевства были вновь объединены под его властью. Перед своей смертью в 120 году Ч. Э. Арагорн передал корону и скипетр своему сыну и наследнику Эльдариону.
В фильме Питера Джексона «Властелин колец: Возвращение короля» показана корона (которую носил Вигго Мортенсен, исполнявший роль Арагорна), радикально отличающаяся от описанной Толкином: так, она представляла собой обруч, а не шлем, без каких-либо крыльев.

### Скипетр Аннуминаса
Скипетр Аннуминаса (англ. Sceptre of Annúminas) — главный символ королевского достоинства в северном королевстве Арнор.
Изначально Скипетр был посохом Владык Андуниэ в Нуменоре и представлял собой серебряный жезл, созданный по образу скипетра Королей Нуменора (который был утрачен вместе с королём Ар-Фаразоном при падении Нуменора в 3319 году В. Э.). Однако Элендил, сын последнего Владыки Андуниэ, забрал посох своего отца с собой при бегстве в Средиземье, где он позже основал королевства Арнор и Гондор. В отличие от королей Гондора, носивших корону, короли Арнора носили только скипетр. Поскольку в течение нескольких столетий короли Арнора правили из города Аннуминас, скипетр получил название Скипетра Аннуминаса.
Когда Северное королевство было разделено в 861 году Т. Э., скипетр перешел к королям Артэдайна. После прекращения его существования в 1974 году Т. Э. скипетр, в числе прочих фамильных реликвий дома Исилдура, хранился в Ривенделле, в доме Элронда.
К концу Третьей Эпохи скипетру Аннуминаса было уже более пяти тысяч лет, и он являлся старейшим артефактом, сделанном людьми в Средиземье. В канун Середины Лета 3019 года Элронд принес скипетр в Минас Тирит и передал его Арагорну, королю Элессару, как символ его власти над Арнором, также как и над Гондором.

### Элессар
Элессар (кв. Elessar, в переводе с квенья — «эльфийский камень», также известный как Эльфийский Берилл) — в легендариуме Толкина драгоценный зелёный камень (берилл), вручённый Арвен Арагорну в Ривенделле как символ надежды на возвращение. Камень был помещён в серебряную оправу, изображавшую орла с распростёртыми крыльями.
Согласно текстам «Книги утраченных сказаний», существовало два камня, называвшихся Элессар. Первый был создан эльфийским мастером Энердилом из нолдор в Гондолине, который подарил его дочери короля Тургона, Идрили. Та, в свою очередь, передала этот камень в дар своему сыну, Эарендилу, а он унёс его на Запад.
Согласно другой легенде, второй Элессар был создан во Вторую эпоху после разрушения Белерианда и переселения последних нолдор Средиземья в Эриадор. Создателем его стал искуснейший мастер и король нолдор Келебримбор. Он наделил камень магической силой, после чего подарил Галадриэль. Пользуясь его мощью, она сделала леса Лотлориэна прекраснейшими в мире Средиземья, однако после того, как получила во владение кольцо Нэнья, передала Элессар своей дочери — Келебриан. От неё камень перешёл к её дочери — Арвен, а затем к Арагорну.

### Зеркало Галадриэль
Зеркало Владычицы Галадриэль — магическая чаша, находившаяся в Лориэне и показывавшая видения из прошлого, настоящего или будущего. «По моему слову Зеркало может открыть многое. Одним оно покажет их затаённые желания, другим — совершенно неожиданные вещи. Если предоставить Зеркалу свободу, даже я не буду знать, что оно покажет», — сказала Владычица Галадриэль, обращаясь к хоббитам из Братства Кольца, предлагая им заглянуть в будущее. Но видения не всегда происходят на самом деле: если смотрящий обладает непреклонной волей, они могут вовсе не произойти.
Зеркало Галадриэль находилось в саду, на южном склоне Карас Галадон. Там на невысоком каменном постаменте стояла большая чаша, а рядом — серебряный кувшин. Само зеркало представляло собой эту чашу, наполненную водой. Именно в это зеркало посмотрел Сэм и увидел, что произошло с Широм, пока хоббиты из Братства Кольца отсутствовали дома.

### Фиал Галадриэль
Фиал Галадриэль (англ. Phial of Galadriel) — хрустальный сосуд, содержащий в себе свет Эарендила, отражённый в воде фонтана, наполняющего Зеркало Галадриэль. Фиал был прощальным даром Галадриэль Фродо, когда он покинул Лориэн. Он обладал способностью сиять в темных местах и придавать силу и мужество, а его свет вселял надежду и храбрость. С помощью фиала Фродо мог преодолевать свою тягу к Кольцу, а Сэм использовал фиал, чтобы напугать и ослепить Шелоб. Также фиал помог разрушить чары врат крепости Кирит Унгол. После Войны Кольца Фродо унёс фиал с собой на Запад.

## Оружие

### Англахель (Гуртанг)
Англахель (синд. Anglachel) — один из двух мечей, выкованных Эолом Тёмным Эльфом из сплава метеоритного железа с созданным самим Эолом искусственным металлом галворном, который отличался чёрным цветом. Впоследствии меч носил Турин Турамбар, который перековал его и назвал Гуртангом. По легенде, у меча была собственная воля, также он разговаривал с Турином перед тем, как тот использовал его для самоубийства.
Название «Англахэл» содержит синдаринские корни «анг» («железо»), возможно, «ллах» («скачущий огонь») и, возможно, «эль» («звезда»). Комментаторы собрали эти корни в вероятные переводы этого названия («Железная горящая звезда» или «Железо горящей звезды»), но сам Толкин не привел точного перевода.
«Гуртанг» переводится в Списке имен и географических названий «Сильмариллиона» как «железо смерти» (от синдаринских корней «гурт» («смерть») и «анг» («железо»)).

### Ангрист
В переводе с синдарина — «рубящий железо». Кинжал, выкованный великим кузнецом Телхаром из Ногрода, принадлежал Куруфину. Берен, забравший его у Куруфина, использовал Ангрист для того, чтобы вырезать Сильмарилл из железной короны Моргота. При попытке вырезать ещё один камень клинок сломался, и обломок оцарапал щёку спящего Моргота.
В более ранней версии истории Берена в «Книге утраченных сказаний» он использовал обычный домашний нож; мотив вовлечения Куруфина в дела Берена появился позже.

### Ангуирэл
Меч, выкованный Эолом Тёмным Эльфом, близнец Англахэла, переданного Тинголу в Дориате, согласно тексту «Сильмариллиона». Ангуирэл находился у Эола, пока не был украден его сыном Маэглином при бегстве в Гондолин вместе со своей матерью Аредэль. Синдаринская этимология названия неясна.

### Аэглос
Копьё, носимое Гил-Галадом (согласно «Сильмариллиону» и «Неоконченным сказаниям»). В переводе с синдарина — «снежная вершина». В некоторых переводах название передаётся как Аиглос.

### Гламдринг
Гламдри́нг (синд. Glamdring) — эльфийский меч, неоднократно упоминаемый в литературных произведениях Дж. Р. Р. Толкина. Согласно легендариуму Толкина, принадлежал королю Гондолина Тургону.
Первое упоминание об этом мече встречается в повести Дж. Р. Р. Толкина «Хоббит, или Туда и обратно», где волшебник Гэндальф нашёл его в пещере трёх окаменевших троллей. Гламдринг в переводе с синдарина означает «Молотящий врагов». Гоблины называли его просто «Колотун», но уточнено, что корень glam означает не «враг» («враги»), а «орк» («орки»). В Третью Эпоху Гэндальф стал последним и единственным владельцем этого меча.
На клинок нанесены эльфийские руны, однако нигде в книге они не озвучены. В «Хоббите» он описан как меч с эфесом, украшенным драгоценными камнями, и обладающий красивыми ножнами. В «Неоконченных сказаниях» о прибытии Туора в Гондолин говорится, что «меч Туора был белым и с золотом, в ножнах из слоновой кости», — несмотря на то, что тут Гламдринг не упоминается по названию, разумно предположить, что речь идёт о нём, так как писал это Толкин уже после «Хоббита» и «Властелина колец».
В фильмах Питера Джексона на меч были нанесены эльфийские руны языка синдарин. В повести «Хоббит» отмечается тот факт, что даже Гэндальф не смог распознать эти руны, и только Элронд в Ривенделле помог ему в этом.
Как и все мечи эльфийской работы, Гламдринг светится синим или белым огнём, если орки находятся рядом (так же, как и Жало Бильбо Бэггинса и Оркрист Торина Дубощита, которые тоже были выкованы в Гондолине). Однако в кинотрилогии Питера Джексона в присутствии орков светится только Жало — это заметно во время сцены боя в Мории, а также в эпизоде после поединка Сэма с Шелоб у Кирит-Унгола).

### Драконий шлем              Дор-ломина
Драконий шлем Дор-ломина (англ. Dragon-helm of Dor-lómin), также известен как Шлем Хадора (англ. Helm of Hador) — шлем, которым владели и пользовались люди-правители Дома Хадора (в частности, сам Хадор, Хурин и Турин Турамбар). Был изготовлен великим кузнецом гномов Ногрода, Телхаром, для короля гномов Азагхала (однако для Азагхала он оказался велик), который, в свою очередь, подарил его Маэдросу, сыну Феанора, а тот — Фингону. Фингон же подарил его Хадору, владыке Дор-ломина, после чего он и получил своё название.
Вид шлема был великолепен: он был отделан золотом по серой стали, а на верхушке шлема располагалась статуэтка дракона Глаурунга Обманщика. У шлема также имелось забрало «как и у большинства гномьих шлемов». Вид шлема вселял страх в сердца врагов носящего его.
Шлем был передан Турину Турамбару его отцом, Хурином, где-то между 463 и 473 гг. П. Э., который, в свою очередь, тоже получил его от своего отца, и так далее. Поскольку шлем являлся реликвией Дома Хадора (и сам Хадор также носил его), иногда его называли «Шлемом Хадора». Однако Хурин был менее крупным человеком, чем его предшественники, и испытывал неудобства, нося шлем. Также он говорил, что предпочитает смотреть на врага собственными глазами.
Турин, однако, был крупнее своего отца и к тому же смог раскрыть магические свойства древнего шлема. Он имел способность защищать своего обладателя от любых ран, больших или малых: «Сила была в нём, которая охраняла любого, кто носил его, от смерти или раны, меч, коснувшийся его, ломался, а дротик, попавший в него, отлетал в сторону».
Окончательная судьба шлема неизвестна. Предполагают, что он был похоронен вместе с Турином (хотя достоверно это относится только к сломанному мечу Турина Гуртангу).

### Жало
Жа́ло (англ. Sting, другие варианты перевода — Терн, Шершень) — короткий меч (кинжал), прототипом которого послужил древнегреческий меч ксифос, найденный хоббитом Бильбо в пещере троллей во время его путешествия к Одинокой горе, описанного в повести «Хоббит, или Туда и обратно».
Согласно канонам мира Дж. Р. Р. Толкина большинство эльфийских мечей и кинжалов, в случае приближения орков и гоблинов начинает светиться голубым светом. Таким свойством обладал и Жало. На мече были выгравированы охранные руны на синдарине, которые гласят: «Маэгнас — моё имя. Я отрава паука».
По замыслу автора меч был сделан эльфами Гондолина в Первую Эпоху для войн с Морготом, а точнее, вероятно, для сражений с пауками, потомками Унголианты, которые тогда ещё были весьма многочисленны и выступали на стороне сил Тьмы, но попал в злые руки после разрушения Гондолина. История меча во время Второй и Третьей Эпох неизвестна, но, вероятно, меч переходил из рук в руки, пока не попал в сокровищницу (пещеру) троллей в восточном Эриадоре. Этот меч вместе с Гламдрингом и Оркристом (тоже выкованными в Гондолине) обнаружили в пещере троллей Гэндальф с Бильбо и гномами весной 2941 года Третьей Эпохи.
В «Хоббите» Бильбо назвал свой меч Жалом после битвы с пауками в Лихолесье, в которой он с лёгкостью расправлялся с пауками благодаря волшебным свойствам Жала — и толстую шкуру паука, и прочные нити паутины он разрубал с одного удара и не лип к ним. Во «Властелине колец», осенью 3018 года Третьей Эпохи в Ривенделле Бильбо подарил его вместе с мифриловой кольчугой своему племяннику Фродо Бэггинсу.
Когда весной 3019 г. Т. Э. Голлум привёл к Шелоб Фродо и Сэма, направлявшихся к вулкану Ородруин, чтобы уничтожить Кольцо Всевластья. Шелоб ужалила и уже готова была утащить Фродо в своё логово, но его выручил Сэм, ранивший паучиху Жалом.

### Кольчуга Гириона
Владыка Дейла Гирион подарил её своему сыну вместе со смарагдовым ожерельем. Кольчугу сделали из чистейшего серебра гномы.

### Мифрильная кольчуга Бильбо и Фродо
«Первая награда» Бильбо за участие в походе к Одинокой горе, подаренная ему Торином Дубощитом после того, как Бильбо пробрался к Смаугу. Выкована из мифрила. Впоследствии Бильбо подарил её Фродо.

### Оркрист
Оркрист (англ. Orcrist) — меч из легендариума Джона Р. Р. Толкина.
Первое упоминание об этом мече встречается в произведении Дж. Толкина «Хоббит, или Туда и обратно», в соответствии с которым волшебник Гэндальф нашёл его в пещере трёх окаменевших троллей. В переводе с синдарина Оркрист означает «Сокрушитель гоблинов» (сами гоблины называли его «Кусач»). Впоследствии гном Торин Дубощит стал его владельцем.
Как и все мечи, выкованные эльфами, Оркрист светится синим или белым огнём, если орки находятся рядом, как и Жало Бильбо Бэггинса и Гламдринг Гэндальфа, которые тоже были изготовлены эльфами из погибшего города Гондолина. Основываясь на этом, появилось мнение, что одним из первых владельцев этого меча возможно был один из лордов Гондолина, легендарный Эктелион, Владыка родников, во время сражения за город ценой своей жизни убивший вожака балрогов Готмога. Однако о том, как этот уникальный меч, наводивший ужас на орков, оказался в Средиземье, какие-либо сведения отсутствуют.
После гибели Торина в Битве Пяти Воинств меч хранился на его могиле в глубине Одинокой Горы. Согласно легендам гномов, при приближении врагов Оркрист начинал светиться, поэтому на цитадель гномов нельзя было напасть, застав гномов врасплох.

### Рингиль
Рингиль (англ. Ringil, в переводе с синдарина — «ледяная звезда» или «холодная искра») — меч короля нолдор Финголфина, упоминается в «Сильмариллионе» и «Балладах Белерианда». Его удар ощущался как сильнейший холод, а лезвие сверкало бледным огнём, как лёд. Именно этим клинком король Финголфин нанёс Морготу семь болезненных ран в поединке у врат Ангбанда. В результате эти раны Моргота так никогда и не исцелились полностью (равно как и шрамы на лице, полученные от когтей Торондора), а из-за особенно болезненного ранения от короля нолдор Моргот вплоть до своего вторичного поражения во время Войны Гнева постоянно хромал на левую ногу, и каждый шаг причинял ему адскую боль.

## Сооружения и реликвии

### Камень Эреха
Также назывался Чёрным Камнем. Был принесён в Средиземье из Нуменора Исилдуром и установлен на вершине холма Эрех. Во «Властелине Колец» описывается так:

На вершине холма чернел большой камень, наполовину вросший в землю. Странным и нездешним выглядел он. Многие верили, что когда-то он упал с неба, но те, кто не забыл предания Западного Края, говорили, что его принёс и установил здесь славный Исилдур— Толкин Дж. Р. Р. Том 3 «Возвращение короля», книга 5, глава 2 «Выбор Арагорна» // Властелин Колец / Пер. с англ. Н. Григорьевой и В. Грушецкого.

На вершине холма стоял чёрный камень, круглый, как шар, и высотой в рост человека, хотя половина его была погружена в землю. Он казался неземным, как будто упал с неба, во что и верили некоторые; но те, кто ещё помнил сказания запада, говорили, что камень принесен из руин Нуменора и установлен здесь Исилдуром— Толкин Дж. Р. Р. Т.3 «Возвращение Государя» (книга 5, глава 2 «Шествие Серой дружины» // Властелин Колец / Пер. с англ. В.С. Муравьева и А.А. Кистяковского.
На этом камне местные племена поклялись в верности Исилдуру, но предали его и стали Мёртвыми из Дунхарга.

### Кресла Зрения и Слуха
Кресло Зрения (англ. Seat of Seeing) — каменный трон, построенный на вершине Амон Хен для наблюдения за приграничными областями Гондора. Стоял на четырёх вырезанных из камня колоннах в середине плоского круга, выложенного каменными плитами. Добраться до Кресла Зрения можно было с помощью лестницы.
Двадцать пятого февраля 3019 года Т. Э., убегая от Боромира, который попытался завладеть Кольцом Всевластья, Фродо Бэггинс добрался до вершины Амон Хен. Он залез в Кресло Зрения, внезапно получив возможность видеть на сотни миль от себя во всех направлениях. По-видимому, такие возможности были обусловлены Кольцом (которое Фродо не снимал во время бегства); когда Арагорн через несколько минут сел в это же кресло, его зрение не было усилено аналогичным образом.
Двойник Кресла Зрения, Кресло Слуха (англ. Seat of Hearing), было построено на вершине Амон Лау на противоположном берегу Андуина.

### Столпы Аргоната
Монумент, состоящий из двух огромной величины статуй, высеченных в скалах и изображающих Исилдура и Анариона, стоящих по обе стороны реки Андуин на северных подходах к Нен Хитоэль.
Фигуры были изготовлены примерно в 1240 году Третьей Эпохи по приказу короля Ромендакила II, чтобы обозначить северную границу Гондора, хотя ко времени прохода Аргоната Братством Кольца 25 февраля 3019 года Третьей Эпохи Гондор сильно уменьшился в размерах.
Каждая из фигур представала собой статую, увенчанную короной и шлемом, с боевым топором в правой руке. Левая рука была поднята в жесте, выражающем вызов врагам Гондора.
Также известны как Ворота Королей и Столпы Королей.

### Умбарская колонна
Монумент, воздвигнутый дунэдайн, приплывшими в Средиземье после падения Нуменора в Умбаре, в память о высадке там сил Ар-Фаразона и победе над Сауроном. Он был воздвигнут на высочайшем холме, господствовавшем над гаванью, и представлял собой высокую белую колонну, увенчанную хрустальным шаром, собиравшим лучи Солнца и Луны и сиявшим, как яркая звезда. Свет, исходящий из шара, в ясную погоду был виден даже на побережье Гондора и далеко в море. Однако после второго возвышения Саурона и подпадения Умбара под влияние его слуг, этот памятник унижению Саурона был уничтожен.

## Еда и питьё

### Крам
Крам, также сытники (англ. Cram) — напоминающий печенье хлебец, выпекавшийся людьми Эсгарота и Дейла, которым они снабдили гномов Торина для похода к Одинокой Горе. Описан в «Хоббите», упоминается во «Властелине Колец». Будучи очень питательным, крам использовался для поддержания физической формы и питания в длительных путешествиях. Он был не таким приятным с виду и менее вкусным, чем похожий эльфийский хлеб лембас; Толкин описывал его в юмористическом тоне, как средство «для упражнения челюстей», нежели как приятную на вкус еду. Как и в случае с лембас, вероятно, что Толкин позаимствовал идею крама от галет — твёрдых сухарей, которые использовались в длительных морских путешествиях и военных походах как основной вид пищи. Этот хлеб представлял собой смесь муки, воды и соли, которые смешивались и запекались до твёрдого состояния и сохранялись месяцами при условии хранения в сухости.

### Лембас
Лембас (синд. Lembas, кв. Coimas), в русском переводе также путлиб — эльфийские питательные хлебцы, описываемые в произведениях Джона Р. Р. Толкина. Продукт упоминается в книгах Толкина «Сильмариллион» и «Властелин колец». Хорошая пища для путешественников, так как не черствеет и не теряет своих вкусовых качеств. Хлеб имеет коричневатый цвет снаружи и цвет сливок внутри. В книгах, рецепт приготовления хлебцев строго охраняется эльфами. Хлебцы имеют свой прообраз и несут сакральный смысл. Считается, что «тёмные», отрицательные персонажи (например, Голлум или орки) есть лембас не смогут. В «Неоконченных преданиях» в снаряжение нуменорских воинов входили питательные хлебцы и фляга с жидкостью, по описанию Толкина, хуже лембаса и мирувора, но достаточно чтобы нуменорец добрался от Ирисной низины до Лориэна, Мории или Великого Зеленолесья.

### Медовая лепёшка
Медовая лепёшка (англ. Honey-cake) — дважды испечённая лепёшка, секретом приготовления которой владели оборотень Беорн и его потомки, Беорнинги. Описана в «Хоббите», упоминается во «Властелине Колец». Аналогично краму и лембас, лепёшки долгое время поддерживают человека свежим и сытым. Они более вкусны, нежели крам, но вследствие большого содержания мёда вызывают жажду.

### Мирувор
Мирувор (кв. Miruvórë, вариант перевода — здравур) — описанная во «Властелине Колец» тёплая благоухающая настойка эльфов. Придаёт пьющему её новые силы и бодрость. Мирувор использовался эльфами во время их празднеств. Рецепт изготовления мирувора не раскрывался эльфами, но считалось, что он делался из мёда неувядающих цветов, росших в садах Йаванны. Элронд передал флягу с мирувором Гэндальфу перед выходом Братства Кольца в поход. Во время снежной бури на Карадрасе Гэндальф дал каждому из членов Братства по глотку настойки для преодоления навалившейся на них усталости и холода. Ещё по глотку они выпили во время привала, а третий глоток — после того, как вошли в подземелья Мории. На тот момент ценная жидкость уже практически закончилась.
Мирувор также упоминается в песне-плаче Галадриэль, которую она пела, когда Братство покидало Лориэн: 

Йени вэ линтэ йулдар аваниэр ми оромарди лиссэ-мируворэва Андунэ пелла…
(Долгие годы прошли, как быстрые глотки сладкого мёда (мирувора) в высоких чертогах на крайнем Западе…)— Толкин Дж. Р. Р., "Властелин Колец", том I "Братство Кольца", книга II, глава 8 "Прощание с Лориэном"
Точный перевод слова «мирувор», или «мируворэ», неизвестен, но Толкин сравнивал этот напиток с нектаром олимпийских богов, поэтому в качестве возможного этимологического значения приводил словосочетание «победитель смерти».

### Напиток энтов
Напиток энтов (англ. Ent-draught) — во «Властелине Колец» (том II «Две крепости») необычайно освежающее и ободряющее питье энтов, сделанное из вод горных родников на Метедрасе. Эти родники являлись истоком реки Энтова Купель, и вода их обладала особенными свойствами.
Когда Мериадок Брендибак и Перегрин Тук выпили из Энтовой Купели воды и помыли в ней ноги, они почувствовали себя бодрыми, а раны их зажили. Когда Древобород принес Мерри и Пиппина в свой дом, он дал каждому из них чашу напитка энтов, налитого из каменного кувшина. Хоббиты обнаружили, что это та же вода, что они пили из Энтовой Купели, но гораздо более ободряющая. Они почувствовали, как сила напитка проходит сквозь них, а их волосы начали расти и курчавиться. Напиток обладал вкусом или запахом, напоминающим легкий лесной ветерок. На следующее утро Древобород дал хоббитам напиток энтов из другого кувшина. Этот, в отличие от первого, был более насыщающим и имел землистый, более насыщенный вкус. Напиток обладал такой жизненной силой, что хоббиты действительно увеличились в росте после того, как выпили его. Их точный рост не зафиксирован, но подразумевается, что они превзошли Бандобраса Тука, рост которого был самым высоким, письменно зафиксированным у хоббитов, и составлял 4 фута 5 дюймов (135 см).
В фильме Питера Джексона «Властелин колец: Две крепости» сцена, в которой Мерри и Пиппин пьют напиток энтов, включена только в расширенную версию. В этом эпизоде Пиппин вырастает выше Мерри, к большому сожалению последнего. Далее следует возглас Мерри: «Мир снова стал нормальным!», который он издает после того, как видит, что Пиппин уменьшился до своего привычного размера.

### Орочье питьё
Орочье питьё (англ. Orc «vitality drink») — во «Властелине Колец» (том II «Две крепости») жидкость неизвестного происхождения, которой Углук, предводитель отряда урук-хай Сарумана, напоил пленных и ослабевших Мерри и Пиппина. Она придала им силы в ходе их путешествия в Изенгард. Питьё обжигало при употреблении вовнутрь, оно создало у Мерри «горячее яростное жжение» изнутри. Напиток также снял или притупил его телесную боль, позволив хоббиту встать. Несмотря на ободряющее свойство, напиток практически не насыщал пьющего.
В расширенной версии киноадаптации «Двух крепостей» Питера Джексона орк с силой вливает что-то в глотку Мерри, когда Пиппин просит воды.

## Прочие

### Ангаинор
Ангаинор (англ. Angainor) — цепь, использовавшаяся для сковывания Мелькора (позже ставшего известным как Моргот) в Чертогах Мандоса.
Она была выкована Вала Аулэ и сдерживала Мелькора в течение трёх веков. В конце Первой Эпохи Мелькор был снова скован Ангаинором, а его Железная Корона была переделана в ошейник.
Прочих сведений об этой цепи в «Сильмариллионе» немного. Толкин более полно описывает её при первом упоминании в «Книге утраченных сказаний» (которые были частично включены в более поздние концепции). Там её название звучит как Ангаино (англ. Angaino): 

И вот, Аулэ собрал шесть металлов: медь, серебро, олово, свинец, железо и золото, и взяв понемногу от каждого сотворил своим волшебством седьмой, который он назвал тилкал (англ. Tilkal), и были у него и свойства всех шести, и многие свои собственные. Цвет его был светло-зелёный или красный в зависимости от света, и нельзя его было разрушить, и только Аулэ мог ковать его. И сковал он могучую цепь, сделав её из всех семи металлов, сплавленных чарами в вещество величайшей твёрдости, и блеска, и гладкости…
— Tolkien, J. R. R. (1984), Christopher Tolkien, ed., The Book of Lost Tales, Part One, Boston: Houghton Mifflin, "The Chaining of Melko", ISBN 0-395-35439-0
Далее в этой же книге говорится, что после того, как Тулкас и Аулэ пленили Мэлко (как тогда Толкин называл Мелькора), 

… сразу же был он обмотан тридцать раз цепью Ангаино.

### Валарома
Валарома (кв. Valaróma, в переводе с квенья — «могучий рог» или «рог Валар») — рог Вала Оромэ.

… Звук его подобен восходу солнца, поднимающегося из багрянца, или яркой молнии, разрезающей облака.— Толкин Дж. Р. Р. (под ред. К. Толкина). Сильмариллион. - Валаквента (любое издание).
Когда юные эльдар слышали звуки Валаромы, они знали, что Оромэ защищает их, преследуя слуг Моргота.

### Вингилотэ
Вингилотэ (кв. Vingilótë) — корабль, на котором Эарендил и Эльвинг приплыли в Аман, для того чтобы от имени людей и эльфов Средиземья просить милости и помощи Валар. Название на квенья означает «Пенный цветок», на синдарине звучит как Вингилот (синд. Vingilot).
Направляемый светом Сильмарилла, Эарендил провёл Вингилотэ через Сумрачные Моря в Благословенный Край — Аман, став первым смертным, которому удалось это сделать. Однако ему не было позволено вернуться в Средиземье, кроме как для того, чтобы присоединиться к войску Валар в ходе Войны Гнева против Моргота.
После Войны Гнева Эарендил с Сильмариллом на челе направил Вингилотэ в небо, откуда камень вечно сияет в облике утренней звезды (эквивалентной Венере).

### Галворн
Галворн (синд. Galvorn) — металл угольно-черного цвета (возможно, сплав), созданный Эолом Темным Эльфом после того, как он стал великим мастером работы с металлами, изучив это искусство у гномов Ногрода и Белегоста. Этот уникальный металл был таким же прочным, как сталь гномов, невероятно ковким и устойчивым к повреждениям металлическим оружием. Из галворна была выкована броня Эола (которую он постоянно надевал, покидая свой лесной дом), а также знаменитый чёрный меч Турина Турамбара Гуртанг и его близнец Ангуирэл.
Эол открыл все свои секреты своему сыну Маэглину, который позже вместе со своей матерью сбежал в Гондолин. Таким образом, существует возможность того, что эльфийские кузнецы Гондолина также научились делать броню из галворна. В истории «О Туоре и его приходе в Гондолин», включенной в «Неоконченные сказания», Туор видит Стражей Города в броне из странного чёрного металла. Этим металлом мог быть галворн.

### Гронд (таран)

Гронд в фильме «Властелин колец: Возвращение короля»

Гронд — огромный таран, выкованный в Мордоре Сауроном у Барад-Дура в Т. Э. и предназначавшийся для пробивания любых ворот и преград во время Осады Минас Тирита. В момент, когда все тараны Сауронова воинства ломались о ворота нижнего яруса Белого Города, только Гронд сумел пробить их.
В книге описывается так: «…Осадные машины ползли по полю, и между ними покачивался на толстых цепях громадный таран, больше сотни футов длиной. Долго ковали его в тёмных кузнях Мордора; страховидная оконечина из воронёной стали являла собой подобие волчьей морды с ощеренной пастью, и на ней были начертаны колдовские разрывные письмена. Именовался он Гронд, в память о древнем Молоте Преисподней».

### Гронд (молот)
Грондом также звалась и огромная булава Моргота. Другое его название — Молот Подземного Мира. Им Мелькор был вооружён в поединке с Финголфином. Им он и убил короля эльфов ударом по голове, после чего сломал его шею, наступив на неё.
После каждого удара Гронд оставлял глубокую яму, извергающую огонь и дым.
Так как Моргот больше не сражался лично, Гронд он более не использовал, и что с ним стало дальше — неизвестно. Таран Гронд Саурон назвал в честь легендарного молота.

### Итильдин
Итильдин (англ. Ithildin, в переводе с синдарина — «лунно-звёздный (свет)») — сплав на основе мифрила, созданный эльфами-Нолдор в Эрегионе. Использовался для украшения ворот, дверей и коридоров. Итильдин становился видимым только в свете Луны или звёзд. Западные Врата Мории были украшены изображениями и рунами из итильдина.
Считается, что «лунные руны» на карте Трора, описанные в «Хоббите», были также выполнены итильдином.

### Книга Мазарбул
Книга Мазарбул (англ. Book of Mazarbul) — летопись неудачной экспедиции Балина для реставрации Морийского королевства гномов, которая закончилась разгромом его отряда орками. В переводе с кхуздула Мазарбул означает «записи, летопись»; соответственно, и зал, где хранилась книга, назывался так же. Книга описана в «Братстве Кольца».
Книга Мазарбул охватывает пять лет. Её писали разные гномы, используя руны Мории и Дейла, а также эльфийские буквы. Последняя запись была внесена в книгу незадолго до финальной атаки орков, полностью уничтожившей остатки отряда Балина: «Они идут». Когда Братство пришло в Зал Мазарбул в Мории много лет спустя, Гэндальф обнаружил сильно пострадавшую книгу Мазарбул. Он отдал её Гимли, который, в свою очередь, передал её Даину.
Для публикации «Братства Кольца» Толкин в реальности создал несколько страниц из книги (те, которые Гэндальф читает вслух), но их включение в публикацию посчитали непрактичным. Однако в некоторые более поздние издания они все-таки были включены.

### Рог Гондора
Рог Гондора (англ. Horn of Gondor) — фамильная реликвия Наместников Гондора, также назывался Великим Рогом.
Рог был изготовлен Ворондилом Охотником в Третьей Эпохе. Ворондил охотился на быков у моря Рун и впоследствии сделал рог из рога одного из быков, убитого им (Толкин называл этих зверей «быками Оромэ»). В дальнейшем он передавался по наследству в линии Наместников Гондора.
В ходе Войны Кольца Боромир, сын Дэнетора, обладал Рогом Гондора, как и все прочие старшие сыновья действующих Наместников в течение веков. Боромир заявлял, что если рог услышат в пределах границ Гондора, то его владельцу придут на выручку.
Когда Боромир был убит в финале книги «Братства Кольца», Рог Гондора был разрублен надвое орками. Арагорн возложил обломки рога на погребальную ладью Боромира. Позже обломки рога были прибиты волнами Андуина к берегу, где они были обнаружены его братом, Фарамиром. Таким образом Дэнетор и узнал о смерти сына.

### Светильники Феанора
Светильники Феанора (англ. Fëanorian lamps) — магические светильники, дававшие голубое свечение от пламени, заключенного в белый кристалл. Их свет не мог быть потушен ветром или водой.
Эти светильники были сделаны в Валиноре и использовались нолдор, а названы были в честь их изобретателя, Феанора. Несмотря на то, что нолдор в Средиземье прославились в том числе и этими светильниками, секрет их изготовления был утерян. Гелмир из Дома Финарфина нёс с собой такой светильник, когда он встретил Туора. В этой же истории светильники упоминаются ещё раз, в тот момент, когда Туор и Воронвэ видят Элеммакила и его стражей в Гондолине.
Другой момент, когда такой светильник появляется в легендариуме, — это история Нарн-и-Хин Хурин (Повесть о детях Хурина) в более ранних произведениях Толкина, где Гвиндор из Нарготронда, эльф, совершивший побег из Ангбанда, обладал таким светильником. Также такой светильник помог Белегу узнать Гвиндора в лесу Таур-ну-Фуин. Этот момент был проиллюстрирован самим Толкином. Когда Белег Куталион был убит, именно свет такого светильника открыл Турину, что он убил своего друга. Однако в опубликованной версии «Сильмариллиона» светильники Феанора не упоминаются.
Другими объектами, также имевшими способность излучать неотражённый свет, были Сильмариллы, Аркенстон и фиал Галадриэль.

### Эльфийские плащи
Плащи, подаренные Братству Кольца Галадриэль и Келеборном. Они выглядели серыми или зелёными, меняя цвет в зависимости от освещения. Служили для маскировки тех, кто их носил. Толкин утверждал, что серые эльфийские плащи впервые начали делать ещё в Белерианде эльфы Митрима.